# Faxaflói
Faxaflói ([ˈfaksaˌflouːɪ]) es una bahía que está situada al sudoeste de Islandia, en la región de Vesturland. Se encuentra entre las penínsulas de Snæfellsnes al norte y Reykjanes al sur.

## Características
Desde la capital de la isla, Reikiavik, situada al sur de dicha bahía, es posible divisar la península de Akranes (al noreste) e incluso el Snæfellsjökull, a una distancia cercana a los 120 kilómetros. Flaxaflói es a su vez un gran fiordo que incluye otros de menor tamaño, como: Borgarfjörður, Hvalfjörður y Kollafjörður.